# 圣阿纳斯塔夏
圣阿纳斯塔夏（義大利語：Sant'Anastasia），是意大利那不勒斯省的一个市镇。总面积18.76平方公里，人口28870人，人口密度1538.9人/平方公里（2009年）。ISTAT代码为063072。